# سر

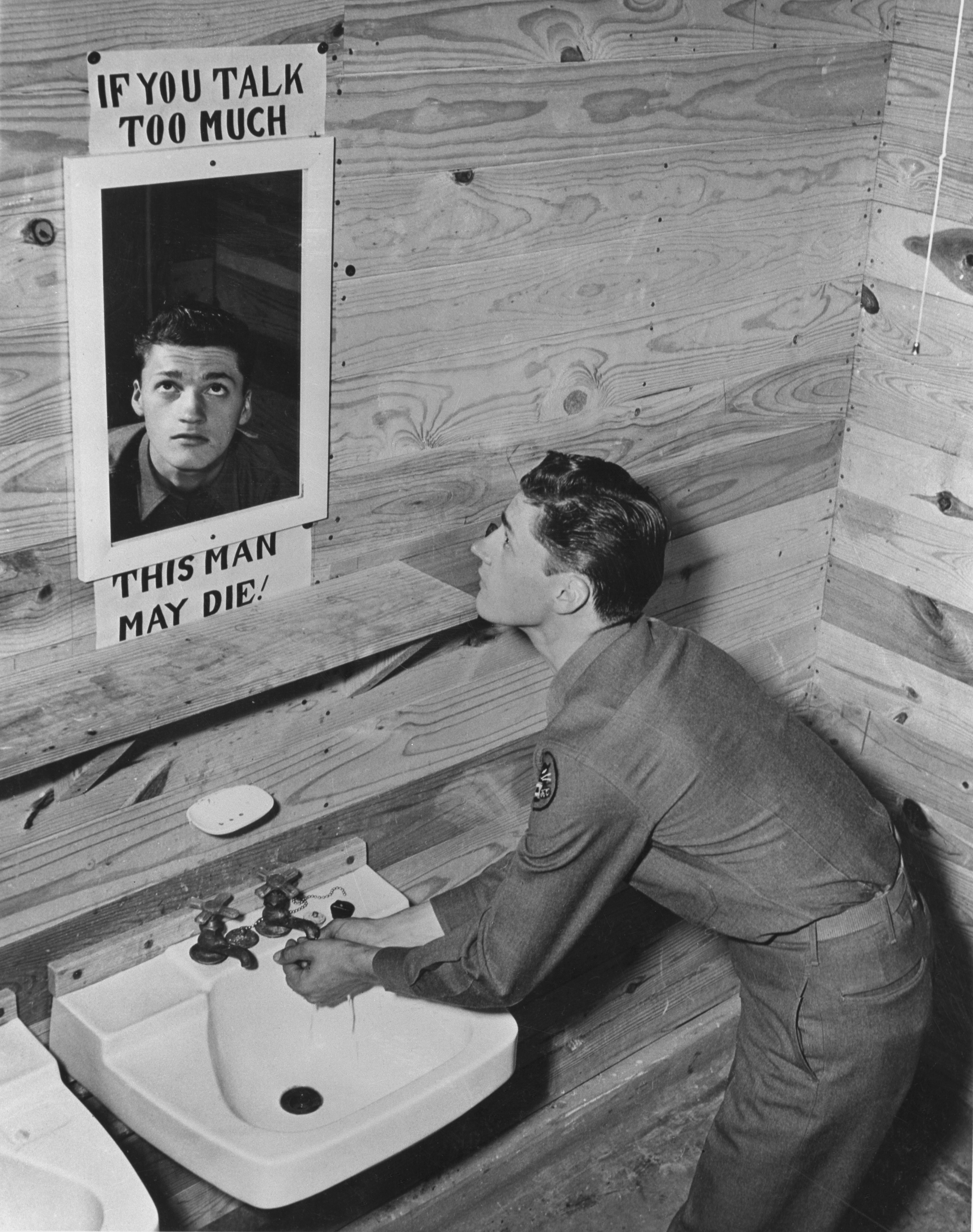
ملصق دعائي أمريكي خلال الحرب العالمية الثانية يحث على السرية. ترجمة العبارة المكتوبة على المراة: "قد يلقى هذا الرجل مصرعه إذا تكلمت كثيرا."

السرية هي عملية إخفاء المعلومات عن بعض الأفراد أو المجموعات التي ليست «بحاجة إلى معرفتها»، ربما في أثناء مشاركتها مع أفراد آخرين. تسمى المعلومات المخفية بالسر.
غالبًا ما تكون السرية مثيرة للجدل، اعتمادًا على محتوى السر أو طبيعته، والمجموعة أو الأشخاص الذين يتكتّمون على السر، والدوافع وراء السرية.
غالبًا ما يُندَّد بسرية الجهات الحكومية على أنها مفرطة أو تعزز من سوء التشغيل؛ قد يتضارب الكشف المفرط عن معلومات الأفراد مع مزايا الخصوصية والسرية المهنية. وغالبًا ما تتعارض السرية مع الشفافية الاجتماعية.
يمكن أن توجد السرية بعدة طرق مختلفة: الترميز أو التشفير (تُستخدَم الاستراتيجيات الرياضية والتقنية لإخفاء الرسائل)، والسرية الحقيقية (توضع قيود على أولئك الذين يشاركون الرسالة، بواسطة تصنيف أمن الحكومة مثلًا) والتشويش، إذ تُخفى الأسرار أمام مرأى الجميع باستخدام لغة متفرّدة معقدة (لغة مهنية) أو المواراة.
اقترح كلود شانون تصنيفًا آخرًا في عام 1948 يبيّن أن هناك ثلاثة أنظمة من السرية في التواصل:
1. أنظمة الإخفاء، تتضمن طرقًا كالحبر غير المرئي، أو إخفاء رسالة في نص بريء أو في شفرة مزيفة للتمويه، أو طرقًا أخرى يتم فيها إخفاء وجود الرسالة عن العدو.
2. أنظمة الخصوصية، كالانعكاس الصوتي مثلًا، وفيها تتطلب استعادة الرسالة توفر معدات خاصة.
3. أنظمة السرية «الحقيقية» حيث يُخفى معنى الرسالة بواسطة الشفرة أو الرمز أو غير ذلك، على الرغم من أن وجودها غير مخفي، ومن المفترض أن العدو يمتلك جميع المعدات الخاصة الضرورية لاعتراض الإشارة المرسلة وتسجيلها.

## السرية في علم الاجتماع وعلم الحيوان
تخفي الحيوانات مواقع أوكارها أو أعشاشها عن الحيوانات المفترسة. تدفن السناجب المكسرات وتخفيها وتحاول تذكر مواقعها لاحقًا.
يحاول البشر عمدًا إخفاء جوانب من أنفسهم عن الآخرين بسبب الخزي، أو خوفًا من العنف أو الرفض أو المضايقة أو فقدان القبول أو خسارة العمل. قد يحاول البشر أيضًا إخفاء جوانب من ذواتهم لا يستطيعون دمجها نفسيًا في كيانهم الواعي. تحتفظ العائلات أحيانًا «بأسرار عائلية»، ما يجبر أفراد العائلة على عدم مناقشة القضايا الحساسة التي تخصّهم مع الغرباء أو في بعض الأحيان داخل الأسرة ذاتها. يتم التكتّم على العديد من «الأسرار العائلية» باستخدام صياغة متفق عليها بشكل متبادل (قصة عائلية رسمية) عند التحدث مع أفراد خارج العائلة. غالبًا ما يتم الموافقة على حفظ السر إكراهًا خشية «التشهير» والإشارة إلى شرف العائلة. قد تكون المعلومات شيئًا تافهًا كوصفة تحضير طعام مثلًا.
يحافَظ على الأسرار في بعض الأحيان لتوفير عنصر المفاجأة. وهذا يشمل الحفاظ على سرية حفل مفاجئ، وعدم إخبار المفسدين بقصة ما، وتجنب كشف السر وراء خدعة سحرية.
الحفاظ على سرية الاستراتيجية التي يتبعها أحدهم أمر مهم في جوانب عدة من نظرية الألعاب.

### مشاركة الأسرار (الأنثروبولوجيا)
في الأنثروبولوجيا، تُعد مشاركة الأسرار إحدى الطرق التي يستطيع من خلالها الأشخاص إقامة علاقات تقليدية مع أشخاص آخرين. القصة الأكثر ذكرًا لوصف هذا النوع من السلوك هو قصة جوزيف كونراد القصيرة «العميل السري».

## السرية الحكومية
تحاول الحكومات في الغالب إخفاء المعلومات عن الحكومات الأخرى وعامة الشعب. يمكن أن تشمل أسرار الدولة تصاميم الأسلحة والخطط العسكرية وتكتيكات المفاوضات الدبلوماسية والأسرار التي تُنتزع بصورة غير مشروعة من الآخرين (المخابرات). تمتلك معظم الدول شكلاً من أشكال قانون الأسرار الرسمية (قانون التجسس في الولايات المتحدة) وتصنَّف المعلومات وفقًا لمستوى الحماية المطلوبة (من هنا جاء مصطلح «المعلومات المصنّفة»). يُشترط حصول الفرد على تصريح أمني للوصول إلى المعلومات وطرق حماية أخرى، مثل الاحتفاظ بالوثائق في خزنة.
يتنازع قلة من الناس على الرغبة في إبقاء معلومات تصميم الأسلحة النووية الحرجة سرية، لكن يعتقد الكثيرون أن السرية الحكومية مفرطة وتُستخدم في كثير من الأحيان لأغراض سياسية. تحظى العديد من البلدان بقوانين لتقييد السرية الحكومية، مثل قانون حرية المعلومات الأمريكي وقوانين أشعة الشمس. يسرّب أحيانًا مسؤولو الحكومة المعلوماتِ التي يُفترض أن يحافظوا على سريتها.
تُعد السرية في الانتخابات قضية متنامية، ولا سيما سرية عدد الأصوات على آلات عدّ الأصوات المحوسبة. يتصرّف المواطنون في أثناء التصويت بصفتهم السيادية الفريدة أو بصفتهم «المالك» (بدلًا من كونهم خاضعين للقوانين، كما هو الحال خارج الانتخابات) في اختيار موظفي الحكومة. يُقال إن السرية ضد الشعب في مجال الانتخابات غير مسموح بها، إذ تحصل الحكومة على كامل صلاحياتها وسلطتها الضريبية. على أي حال، تختلف السرية المسموح بها اختلافًا كبيرًا مع السياق المعنيّ.

## سرية الشركات
تحتفظ المنظمات، ابتداءً من الشركات الربحية متعددة الجنسيات إلى المؤسسات الخيرية غير الربحية، بأسرار الميزة التنافسية، لاستيفاء الشروط القانونية أو لإخفاء السلوك الشنيع في بعض الحالات. تُعدّ المنتجات الجديدة قيد التطوير، أو تقنيات التصنيع الفريدة، أو قوائم العملاء أنواعًا من المعلومات المحمية بقوانين الأسرار التجارية.
يشجّع نظام براءة الاختراع المخترعين على نشر المعلومات مقابل احتكار استخدامها لفترة محدودة، على الرغم من أن طلبات براءة الاختراع سريةٌ في البداية. تستخدم التنظيماتُ السريةُ السريةَ كوسيلة لجذب الأعضاء من خلال خلق شعور بالأهمية.
يمكن استخدام شركات وهمية لغسل الأموال من النشاط الإجرامي، أو لتمويل الإرهاب، أو للتهرب من الضرائب. تهدف سجلات ملكية الانتفاع إلى محاربة سرية الشركات بهذا المعنى.
تتطلب بعض القوانين من المنظمات الحفاظ على سرية بعض المعلومات، كالسجلات الطبية (قانون منقولية ومساءلة التأمين الصحي في الولايات المتحدة)، أو التقارير المالية قيد الإعداد (للحد من التداول من الداخل). لدى أوروبا قوانين صارمة بشكل خاص حول خصوصية قاعدة البيانات.
في العديد من البلدان، تضمنت الإصلاحات النيوليبرالية للحكومة توسيع الاستعانة بمصادر خارجية في المهام والوظائف الحكومية إلى الشركات الخاصة بهدف تحسين الكفاءة والفعالية في الإدارة الحكومية. ومع ذلك، من بين الانتقادات الموجهة لهذه الإصلاحات الادعاء بأن الاستخدام الشائع لبنود «الثقة التجارية» (أو السرية) في العقود بين الحكومة ومقدمي الخدمات من القطاع الخاص يحدّ من المساءلة العامة للحكومات ويعيق الرقابة العامة المناسبة على أداء الشركات الخاصة وأمانتها. أُثيرت المخاوف من أن «الثقة التجارية» عرضة لإساءة الاستخدام، إذ يمكن استخدامها بشكل متعمد للتستّر على سوء إدارة الشركة أو الحكومة أو إخفاء الفساد.

## سرية التكنولوجيا
يُعد الحفاظ على الأسرار أحد أهداف أمن المعلومات. تشمل التقنيات المستخدمة الأمن المادي والتشفير. يعتمد هذا الأخير على سرية مفاتيح التشفير. يعتقد الكثيرون أن التكنولوجيا الأمنية يمكن أن تكون أكثر فاعلية إذا لم يحافَظ على سريتها.
إخفاء المعلومات هو مبدأ تصميمي في معظم هندسة البرمجيات. يُعد التحقّق من موثوقية البرنامج سهلًا إذا استطعنا التأكد من أن الأجزاء المختلفة للبرنامج يمكنها الوصول إلى كمية محدودة ومعروفة من المعلومات.

## السرية العسكرية
السر العسكري هو معلومات عن الشؤون القتالية التي تُخفى عمدًا عن عامة الناس، من ثَم عن الأعداء، من أجل كسب ميزة أو عدم الكشف عن ضعف، أو لتجنب الحرج، أو المساعدة في جهود الدعاية. معظم الأسرار العسكرية تكتيكية بطبيعتها، كنقاط القوة والضعف في أنظمة الأسلحة، والتكتيكات، وطرق التدريب، والخطط، وعدد نوع محدد من الأسلحة ومواقعها. تتضمن بعض الأسرار معلومات في مجالات أوسع، مثل الاتصالات الآمنة والتشفير وعمليات الاستخبارات والتعاون مع أطراف ثالثة.

## آراء حول السرية
غالبًا ما يُشار إلى السرية المفرطة كمصدر للكثير من الصراعات البشرية. قد يضطر المرء إلى الكذب لتجنب الإفشاء بالسر، ما قد يؤدي إلى تداعيات نفسية. أو التصرف البديل برفض الإجابة عن سؤال ما، والذي قد يوحي بالإجابة، لذا قد لا يكون مناسبًا دائمًا للحفاظ على سر. وقد يصرّ السائل على الإجابة عن سؤاله.
منذ نحو 2500 عام، كتب سوفوكليس «لا تفعل شيئًا في السر؛ لأن الزمن يرى ويسمع كل الأشياء، ويكشفها جميعها». قال غوتاما سندهارتا، بوذا، ذات مرة «ثلاثة أشياء لا يمكن أن تظل مخفية لفترة طويلة: الشمس والقمر والحقيقة». يتناول الكتاب المقدس هذا «وتعلمون خطيّتكم التي تصيبكم» (عد 32:23)

## معرض صور

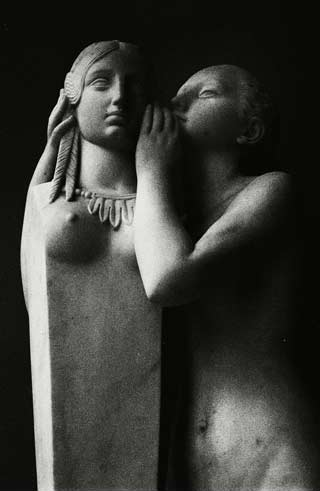
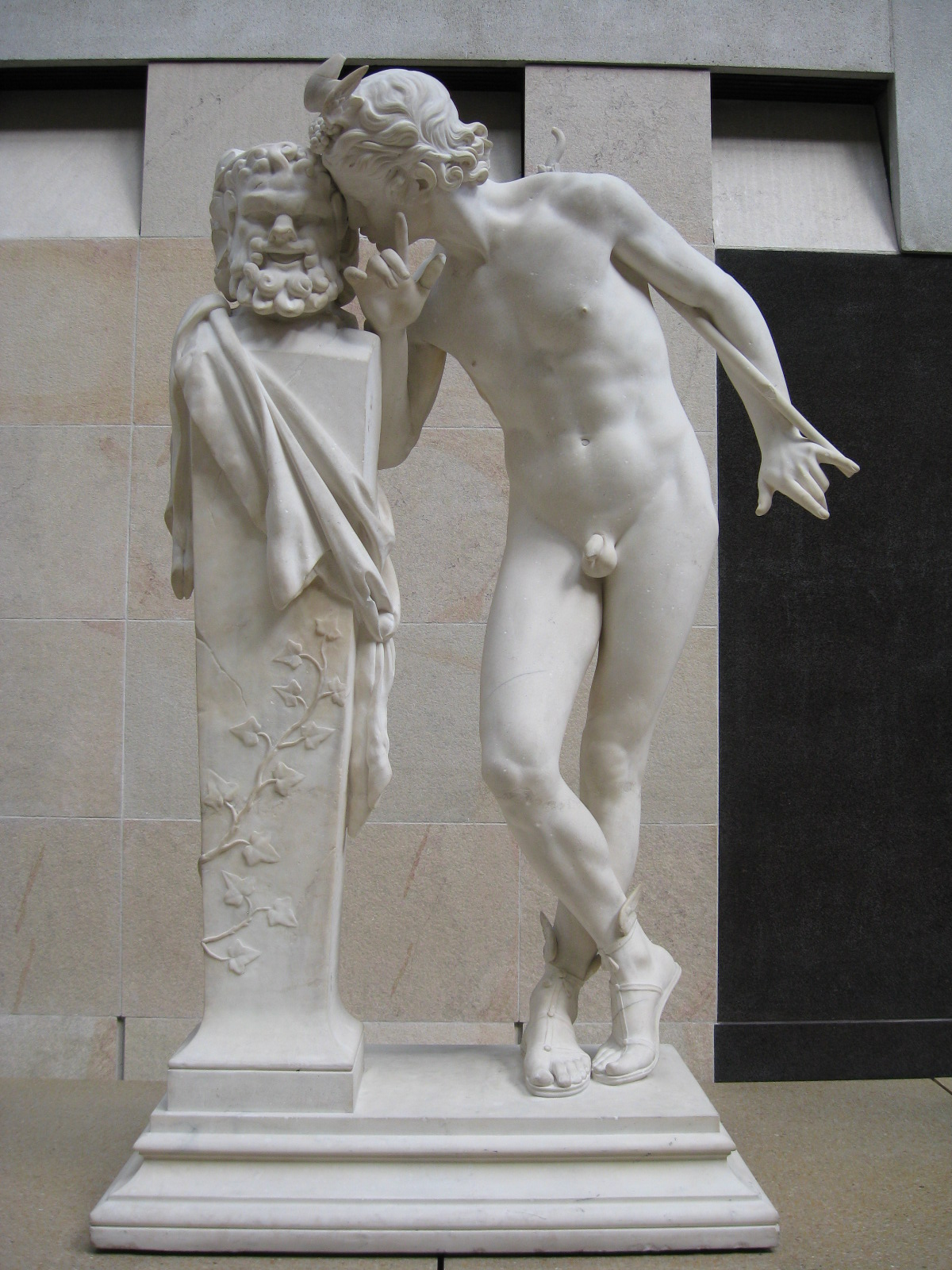
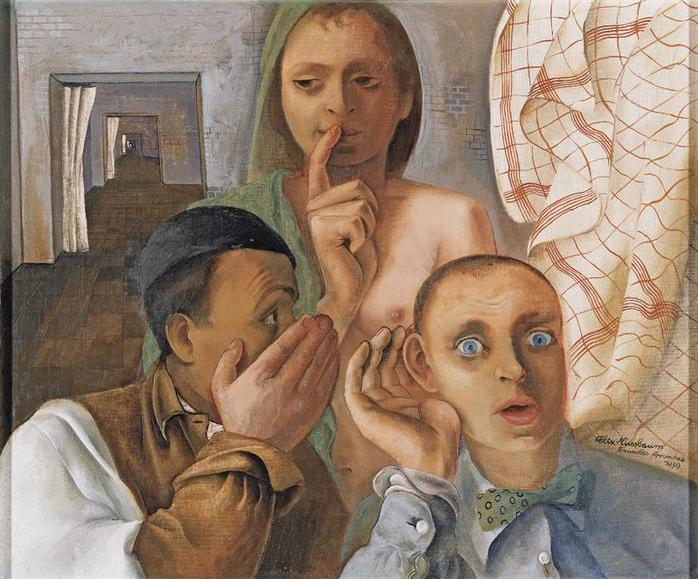
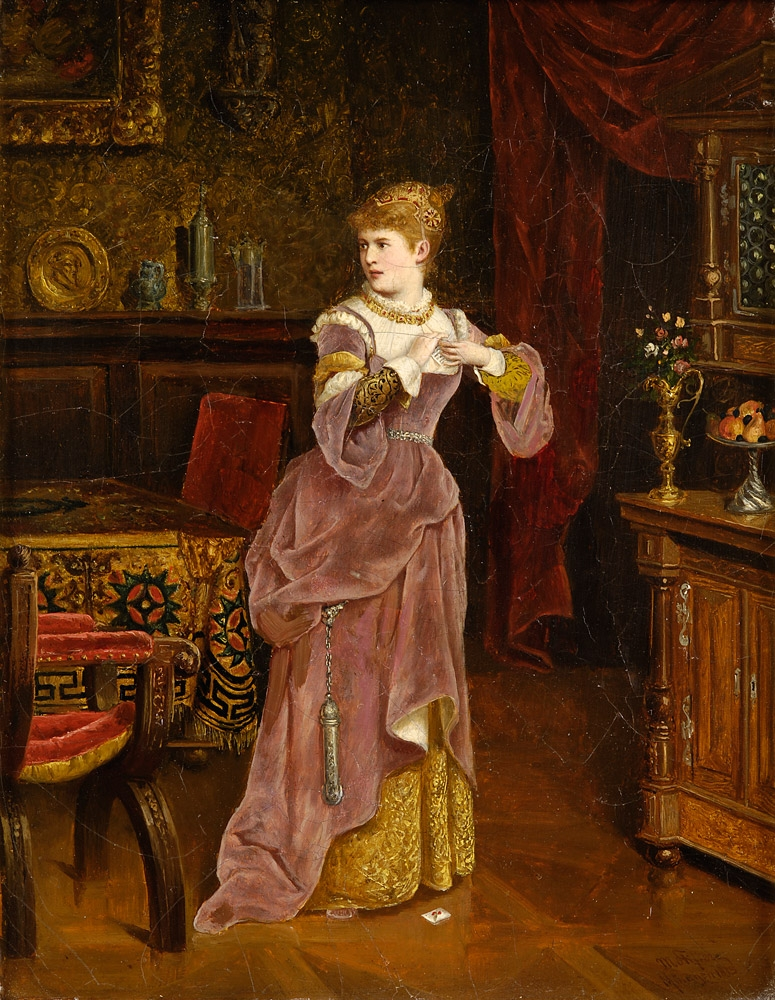
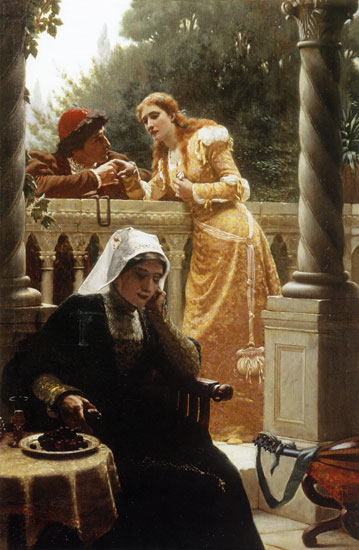